# Shelbyville (Texas)
Shelbyville ist eine als eine nicht selbständige, vom County als Census-designated Place mitverwaltete Ortschaft in Shelby County, Osttexas. Sie liegt ungefähr zehn Kilometer südöstlich der Bezirkshauptstadt Center am State Highway 87. Die ursprünglich mit dem Namen Nashville versehene Ortschaft fungierte in der ersten Hälfte des 19. Jahrhunderts zeitweilig als County-Verwaltungssitz. In den 1840er-Jahren war er Hauptschauplatz des Regulator–Moderator Wars – einer zwischen zwei verfeindeten Siedler-Fraktionen ausgetragenen Fehde, die als die blutigste in der texanischen Geschichte gilt. Die aktuelle Einwohneranzahl beträgt ungefähr 200.

## Beschreibung
Landschaftlich liegt Shelbyville im südöstlichen Zentrum des Shelby County – nur wenige Kilometer entfernt vom Sabine National Forest, der die östliche County-Hälfte bis zum – auf der Höhe zum Toledo Bend Reservoir aufgestauten – Sabine River einnimmt. Die umgebende Landschaft ist flach bis sanft hügelig; Waldbewuchs, Ackerland und Weiden wechseln einander ab. Die durchschnittliche Höhe beträgt etwas über 100 Meter über dem Meeresspiegel. Das Klima ist feucht und mild; die durchschnittlichen Temperaturen reichen von 34 °C im Juli bis hin zu +1 °C im Januar. Der durchschnittliche jährliche Niederschlag beträgt 127 Zentimeter. Wichtige Verbindungsstraßen in die Region sind – neben dem State Highway 87 – die drei Farm-to-Market Roads 417, 2694 und 2140. Die Entfernung zu den nächstgelegenen texanischen Regionalcentren Nacogdoches und Lufkin beträgt 60 beziehungsweise 80 Kilometer, die zur osttexanischen Metropole Houston knapp 300.
Gegründet wurde die Ansiedlung in den 1820er-Jahren. Besiedelt vorzugsweise von Einwanderern aus Tennessee, trug sie zuerst den Namen Nashville. 1837 wurde sie in Shelbyville umbenannt – nach dem Unabhängigkeitskriegs-Teilnehmer und späterem Gouverneur von Kentucky, Isaak Shelby. Anfang der 1840er-Jahre waren Shelbyville sowie die Umgebung des Orts Hauptschauplatz des sogenannten Regulator-Moderator Wars – eines Konflikts, bei dem zwei miteinander verfeindete Gruppen von Vigilanten versuchten, die Macht in der Region an sich zu reißen. 1843 wurde ein Postamt gegründet. 1863 verbrachte ein gewaffnetes Aufgebot von County-Einwohnern die Registerbücher des Bezirks gewaltsam nach Center, dass seither als Bezirkshauptstadt (County Seat) fungiert.
1884 verfügte Shelbyville über eine Schule, eine Kirche, zwei Getreidemühlen und zwei Baumwollspinnereien. Die damalige Bevölkerung betrug Schätzungen zufolge 150. Bis 1914 hatte sich die Bevölkerung – ebenfalls geschätzt – verdoppelt. In den 1920er-Jahren wuchs sie weiter bis auf einen Zenit von circa 600 im Jahr 1929. Bis 1933 – den Höhepunkt der Großen Depression – hatte sie sich auf 300 reduziert; um die Jahrhundertmitte wuchs sie erneut an. 1949 erreichte sie 550 Einwohner, danach fiel sie langsam ab auf den heutigen Stand von circa 200.
Heute ist Shelbyville ein abseits gelegener Flecken am Rand des Sabine National Forest. Im Jahr 2000 verfügte der Ort über 38 Geschäfte. Infrastrukturell ist Shelbyville der Sitz des gleichnamigen Independent School Districts, welcher das nordöstliche Viertel des Countys mit abdeckt. Laut der Seite statisticalatlas.com beträgt die Einwohnerzahl des Unified School Districts Shelbyville 3.552. Cita-Data.com führt einen ähnlichen Wert auf (3.415 Einwohner 2007) und bezieht sich damit ebenfalls auf die weitere Umgebung. Bemerkenswerte Angabe dort ist das hohe Medianalter von 40,7 Jahren, welches mehr als 8 Jahre über dem texanischen Durchschnitt liegt.